# Bolesław Krzysztof Biega
Bolesław Krzysztof Biega, także Bill Biega, ps. „Pałąk” (ur. 21 lipca 1922 w Warszawie, zm. 18 maja 2023 we Freehold Township, w New Jersey) – polski inżynier, oficer Armii Krajowej i Polskich Sił Zbrojnych na Zachodzie, dowódca 2. kompanii „Szare Szeregi” batalionu „Kiliński” w powstaniu warszawskim.

## Życiorys

### Młodość i wykształcenie
Dzieciństwo spędził w Anglii. Był synem dyplomaty Bolesława Józefa Biegi, który w latach 1923–1928 był II sekretarzem ambasady polskiej w Londynie, a następnie szefem sekcji anglo-amerykańskiej MSZ oraz Angielki Marjorie Thomas, która była tłumaczką w składzie delegacji na traktat wersalski. Zmarła nagle latem 1924. Bolesław Biega Senior usunięty ze stanowiska z powodów politycznych w 1933 roku, w 1937 roku objął kierownictwo w gazecie "Wieczór Warszawski". Jego dziadek Stanisław Jan Antoni Biega był działaczem narodowym i organizatorem Polskiego Towarzystwa Gimnastycznego „Sokół”, a stryj Stanisław Biega, majorem dyplomowanym saperów Wojska Polskiego i uczestnikiem obu wojen światowych odznaczonym Orderem Virtuti Militari.
W latach 1935–1939 był uczniem klas II-IV Gimnazjum im. Sułkowskich w Rydzynie, a następnie I klasy licealnej szkoły o profilu matematyczno-przyrodniczym. Do szkoły przebył praktycznie nie znając języka polskiego, który jednak szybko opanował. Świadectwo dojrzałości otrzymał w Warszawie w 1940 roku, następnie studiował na Wydziale Elektrycznym Szkoły Inżynierskiej im. Hipolita Wawelberga i Stanisława Rotwanda. Dyplom uzyskał w 1944 r.

### II wojna światowa
Był członkiem Szarych Szeregów. W 1939 będąc członkiem Przysposobienia Wojskowego pełnił funkcję telefonisty podczas obrony Warszawy. Od 1940 był żołnierzem warszawskiego okręgu Związku Walki Zbrojnej, od 1942 Armii Krajowej. W czasie okupacji ukończył Szkołę Podchorążych Rezerwy Piechoty Agricola i uzyskał stopień plutonowego podchorążego.

#### Powstanie warszawskie
W powstaniu warszawskim walczył w szeregach batalionu "Kiliński", początkowo jako dowódca plutonu, a od 10 września dowódca 2. kompanii "Szare Szeregi". 1 sierpnia został ranny w natarciu na Pocztę Główną (rana postrzałowa lewego nadgarstka z uszkodzeniem kości) i przebywał w szpitalu polowym przy ul. Moniuszki 11.

##### Ślub
13 sierpnia w warunkach powstańczych wziął ślub z poznaną w 1939 roku i również walczącą w powstaniu, sanitariuszką Alicją Treutler, ps. „Jarmuż”, a wydarzenie uwiecznił Zespół Kroniki Powstania Warszawskiego oraz fotograf Eugeniusz Lokajski. Ślubu udzielił kapelan 4 Rejonu, ks. Wiktor Potrzebski „Corda”. W improwizowanej ceremonii wzięło udział kilkadziesiąt osób. Wydarzenie, jak stwierdził dyrektor Muzeum Powstania Warszawskiego, uczyniło z pary młodej jednych z najbardziej ikonicznych powstańców warszawskich.

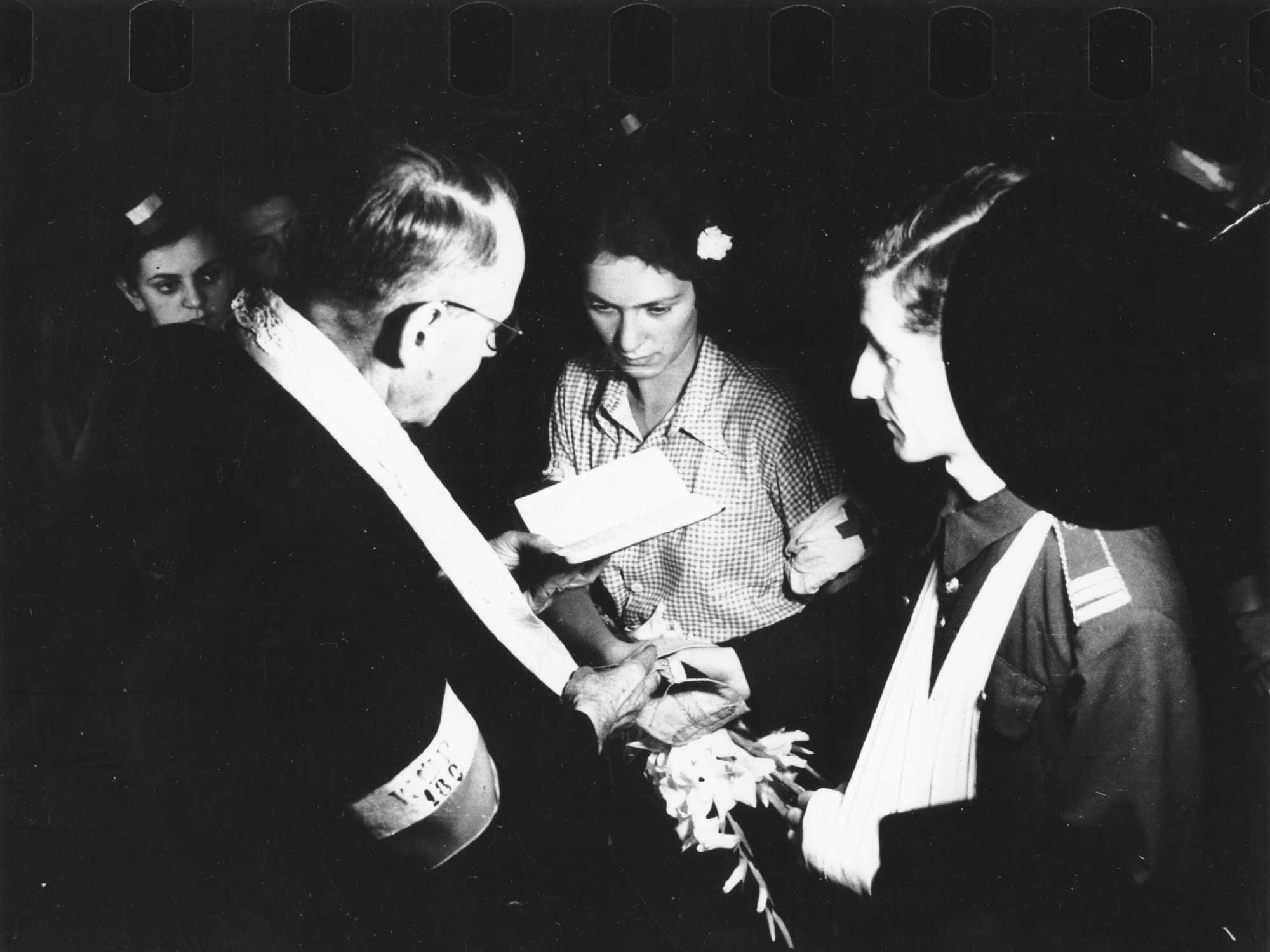
Powstanie warszawskie: Ślub sanitariuszki Alicji Treutler "Jarmuż" i podchorążego Bolesława Biegi "Pałąka", z batalionu "Kiliński", udzielony przez ks. Wiktora Potrzebskiego "Corda" dnia 13 sierpnia 1944 roku w kaplicy przy ulicy Moniuszki 11, fot. Eugeniusz Lokajski

W ostatnich dniach powstania awansowany na stopień podporucznika.
Po zakończeniu walk trafił do Stalagu IV B / H Zeithain (obóz szpitalny - oddział Stalagu IV-B Mühlberg). Po wyzwoleniu wstąpił do Polskich Sił Zbrojnych na Zachodzie. Był oficerem łącznikowym przy armii amerykańskiej, zajmował się sprawami polskich uchodźców w północnej Wirtembergii. Następnie wraz z PSZ wyjechał do Anglii, gdzie w 1946 roku został zdemobilizowany.

### Emigracja
W latach 1946–1950 pracował jako inżynier w Equipment & Engineering Co. Ltd w Londynie. W 1951 wraz z żoną wyemigrował do Stanów Zjednoczonych. Pracował w General Electric w Fort Wayne jako szef sekcji (1951–1959), a następnie w handlu zagranicznym jako szef sprzedaży produktów przemysłowych w firmie w Chicago (1959–1964) i w Sola Basic na stanowisku dyrektora technicznego. W latach 1968–1974 był szefem jednej z amerykańskich komisji w Międzynarodowej Komisji Elektrotechnicznej. Był członkiem rady organizacji dobroczynnej "Bratnia Pomoc" (Polish Assistance Association) w Nowym Jorku. W 1988 przeszedł na emeryturę.

## Życie prywatne
Alicja Treutler-Biega, żona Bolesława Biegi była siostrzenicą jego macochy Hanny Treutler (1902–1980), którą jego ojciec, Bolesław Biega Senior poślubił podczas II wojny światowej. Małżeństwo Bolesława i Alicji Biegów trwało 75 lat. Para doczekała się pięciorga dzieci: trzech synów i dwóch córek, oraz dwanaściorga wnuków i pięciorga prawnuków. Alicja „Lilly” Treutler-Biega, ps. „Jarmuż” zmarła we wrześniu 2019 roku.
Bolesław Biega zmarł w swoim mieszkaniu w Freehold Township w New Jersey 18 maja 2023 w wieku 100 lat.

## Odznaczenia
- Krzyż Oficerski Orderu Odrodzenia Polski (2021, „za wybitne zasługi w działalności na rzecz środowisk polonijnych w Stanach Zjednoczonych Ameryki, za promowanie polskiej kultury i tradycji narodowych”).
- Złoty Medal Wojska Polskiego[4].

## Awanse
- podporucznik: 1944

## Publikacje
Był autorem wspomnień "Thirteen is my lucky number. The Dramatic True Story of a Polish Resistance Fighter".

## W kulturze
Powstańcza kronika filmowa zarejestrowała ślub Bolesława i Alicji z 13 sierpnia 1944, na którym był obecny także Bolesław Biega ojciec (fragmenty zostały wykorzystane w filmie pt. Powstanie Warszawskie z 2014). Pseudonim Biegi podawany w dokumentach AK z 1944 roku, "Pałąk", w niektórych opracowaniach figuruje także jako „Pająk”. 